# Quaderni italiani di poesia contemporanea
I Quaderni Italiani di Poesia Contemporanea sono una pubblicazione biennale curata da Franco Buffoni, con l'intento di illustrare le nuove scuole o tendenze della giovane poesia italiana. Inaugurati nel 1991, i Quaderni sono stati prima pubblicati da Guerini e associati (1991-1994) e Crocetti Editore (1995-1997), mentre sono oggi pubblicati dalla milanese Marcos y Marcos. Ogni Quaderno raccoglie, tra migliaia di dattiloscritti esaminati, nuove voci che con sensibilità, spessore ed equilibrio, rappresentano in versi l'Italia di quel particolare biennio. Il comitato di lettura che esamina i dattiloscritti e determina la scelta dei sette giovani poeti è stato formato, fino al 2014, da Franco Buffoni, Umberto Fiori e Fabio Pusterla, cui dal 2015 si aggiunge Massimo Gezzi.

## Le varie edizioni
- Primo quaderno (1991): Stefano Dal Bianco, Maurizio Marotta, Antonio Riccardi, Nicola Vitale.
- Secondo quaderno (1992): Claudio Damiani, Roberto Deidier, Paolo Del Colle, Pasquale Di Palmo, Alessandro Fo.
- Terzo quaderno (1992): Massimo Bocchiola, Giuseppe Goffredo, Guido Mazzoni, Aurelio Picca, Maria Luisa Vezzali, Gian Mario Villalta, Michelangelo Zizzi.
- Quarto quaderno (1993): Fabio Ciofi, Paolo Febbraro, Marco Molinari, Giselda Pontesilli, Antonello Satta Centanin, Emanuele Trevi, Paola Zampini, Edoardo Zuccato.
- Quinto quaderno (1996): Vitaniello Bonito, Federico Condello, Rosaria Lo Russo, Marco Munaro, Luca Ragagnin, Andrea Raos.
- Sesto quaderno (1998): Elisa Biagini, Gabriel Del Sarto, Antonio Turolo, Andrea Inglese, Fabrizio Lombardo, Flavio Santi, Giancarlo Sissa.
- Settimo quaderno (2001): Dome Bulfaro, Stelvio Di Spigno, Gabriela Fantato, Pierre Lepori, Massimiliano Palmese, Stefano Raimondi, Andrea Temporelli.
- Ottavo quaderno (2004): Fabrizio Bajec, Vanni Bianconi, Nicola Bultrini, Andrea De Alberti, Tommaso Lisa, Annalisa Manstretta, Luigi Socci.
- Nono quaderno (2007): Alessandro Broggi, Maria Grazia Calandrone, Mario Desiati, Massimo Gezzi, Marco Giovenale, Luciano Neri, Giovanni Turra.
- Decimo quaderno (2010): Corrado Benigni, Andrea Breda Minello, Francesca Matteoni, Luigi Nacci, Gilda Policastro, Laura Pugno, Italo Testa.
- Undicesimo quaderno (2012): Yari Bernasconi, Azzurra D'Agostino, Fabio Donalisio, Vincenzo Frungillo, Eleonora Pinzuti, Marco Simonelli, Mariagiorgia Ulbar.
- Dodicesimo quaderno (2015)[4][5]: Maddalena Bergamin, Maria Borio, Lorenzo Carlucci, Diego Conticello, Marco Corsi, Alessandro De Santis, Samir Galal Mohamed.
- Tredicesimo quaderno (2017)[6][7]: Agostino Cornali, Claudia Crocco, Antonio lanza, Franca Mancinelli, Daniele Orso, Stefano Pini, Jacopo Ramonda.
- Quattordicesimo quaderno (2019)[8]: Pietro Cardelli, Andrea Donaera, Carmen Gallo, Raimondo Iemma, Maddalena Lotter, Paolo Steffan, Giovanna Cristina Vivinetto.
- Quindicesimo quaderno (2021): Dario Bertini, Simone Burratti, Linda Del Sarto, Emanuele Franceschetti, Matteo Meloni, Francesco Ottonello, Sara Sermini.
- Sedicesimo quaderno (2023)[9]: Michele Bordoni, Marilina Ciaco, Alessandra Corbetta, Dimitri Milleri, Stefano Modeo, Noemi Nagy, Antonio Francesco Perozzi.